# Вяземский пряник
Вяземский пряник — региональный вид русского пряника (из города Вязьмы), широко известный в Российской империи.
Вяземский пряник — заварной пряник малого размера. На его поверхности, как правило, помещалось название города, часто неполное — лишь три буквы («вяз»).
Известен, по крайней мере, с XVII века.
В XIX веке в Вязьме действовало 8 пряничных фабрик, самые крупные из них принадлежали купеческим семьям Сабельниковых, Ечеистовых, Кустаревых. Поставлялись они и ко двору английской королевы.
После Октябрьской революции производство пряников в Вязьме было прекращено. Попытки воссоздать старинную рецептуру в середине XX века заметных результатов не принесли.
Восстановить секреты производствы вяземских пряников пытался Вяземский хлебокомбинат, и в 2014 году технологам сопутствовал успех.
Вяземский хлебокомбинат сегодня производит заварные пряники разных форм и с разными начинками, а также изготовленный вручную по старинному рецепту битый вяземский пряник трех видов — с миндалем, арахисом и цукатами. Битый вяземский пряник из-за особенностей рецепта и способа приготовления действительно довольно крепок и вязок, поэтому есть его лучше небольшими кусочками, отогревая их во рту или руках. 

## В литературе
Народные присловья:
«Вязьмичи-прянишники»
«Вязьма в пряниках увязла»
«Ну что ты ломаешься, как вяземский пряник»
«Вязьмичи — люди грамотные, едят пряники писаные, коврижки с анисом».
(Вариант: «Мы — люди неграмотные, едим пряники неписаные, коврижки с анисом»)
«Наполеон попил в Москве горячей водицы, в Калуге у него зад в тесте увяз, а в Вязьме пряник в зубах завяз»
Александр Сергеевич Пушкин: «Москва славилась невестами, как Вязьма пряниками».
Одно из своих писем к другу П. А. Вяземскому А. С. Пушкин начал словами: «Ангел мой Вяземской… пряник мой Вяземской!»
П. А. Вяземский в стихотворении «Масленица на чужой стороне»:
«Пряник, мой однофамилец,
Также тут не позабыт,
А наш пенник, наш кормилец,
Сердце любо веселит».
В. Ходасевич в одном из стихотворений:
« Она не знала сказок и не пела,
Зато всегда хранила для меня
В заветном сундуке, обитом жестью белой,
То пряник вяземский, то мятного коня».
В. Даль в сказке «Привередница»: «Такого-то хлебца я от роду не видала — словно пряник-коврижка! А печка, смеючись говорит. — Голодному и ржаной хлеб за пряник идет, а сытому и коврижка вяземская не сладка!».
А. П. Чехов в повести «Степь» : «Егорушке не хотелось уходить. Он долго рассматривал ящики с пряниками, подумал и спросил, указывая на мелкие вяземские пряники, на которых от давности лет выступила ржавчина:
— Почем эти пряники?
— Копейка пара».
В статье сотрудника Вяземского историко-краеведческого музея Ю. Петровой о светлейших Волконских приводится цитата из письма протоиерея Симеона Попова, в котором он благодарит Г. П. Волконского за присланный ему в Ревель вяземский пряник: «По случаю моей старости и слабости я в своё время не принес Вашей Светлости искреннейшей благодарности за удивительный Вяземский пряник, собственно для меня заказанный. Я всем моим знакомым показывал его, как чудо-пряник и по величине и по приятному вкусу. Это Ваша Светлость только могла сделать из расположенности ко мне»
Михаил Шолохов «Нахалёнок (Донские рассказы)»: «Вот за глаза-то да за буйную непоседливость и любит Мишку отец. Со службы принес он сыну в подарок старый-престарый, зачерствевший от времени вяземский пряник и немножко приношенные сапожки. Сапоги мать завернула в полотенце и прибрала в сундук, а пряник Мишка в тот же вечер раскрошил на пороге молотком и съел до последней крошки».